# Neptis puelloides
Neptis puelloides är en fjärilsart som beskrevs av Eltringham 1922. Neptis puelloides ingår i släktet Neptis och familjen praktfjärilar. Inga underarter finns listade i Catalogue of Life.